# 斯里蘭卡肩鰓䲁
斯里蘭卡肩鰓䲁（學名：Omobranchus hikkaduwensis），為輻鰭魚綱鳚形目䲁科肩鰓䲁屬的一種，被IUCN列為易危保育類動物，分布於斯里蘭卡及印尼海域，棲息在沿岸淺水域，雌魚產附著性卵，雄魚有護卵行為，幼魚為浮游性，生活習性不明。